# Llama Mini-Max
 (octobre 2024).
Si vous disposez d'ouvrages ou d'articles de référence ou si vous connaissez des sites web de qualité traitant du thème abordé ici, merci de compléter l'article en donnant les références utiles à sa vérifiabilité et en les liant à la section « Notes et références ».

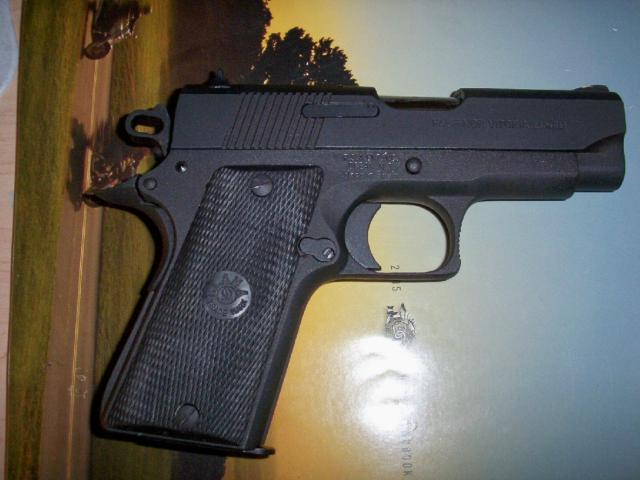

Le Llama MINI-MAX est un pistolet compact semi-automatique à simple action. Mini-Max (acronyme de Minimum dimension, Maximum puissance).
Fabriqué par la firme espagnole Llama Gabilondo y Cia SA de 1995 à 2005, c'est un pistolet alliant grande compacité et puissance de feu élevée. Trois calibres existent : .45 ACP (6 cartouches), 40 S&W (7 cartouches), 9 mm Parabellum (8 cartouches).
Le canon est monté sur biellette et lors du départ du coup il recule avec la culasse, puis libère celle-ci qui continue sa course en éjectant l'étui. Cette arme fut considérée à sa sortie aux États-Unis, comme la meilleure arme de défense dans les compacts à puissance de feu importante. Les organes de visée sont dotés de points luminescents et le pistolet est équipé d'une poignet de sécurité comme le Colt 1911 et de plaquettes polymère. Il est proposé en finition noir bronze, mat argenté chrome ou les deux.

## Caractéristiques
- Calibre : .45 ACP, 40 S&W, 9 mm Parabellum
- Alimentation : chargeur de 6 cartouches .45 ACP, 7 cartouches .40 S&W, 8 cartouches 9mm
- Portée pratique : 25 m
- Vitesse munition : 270 m/s (.45 ACP)
- Poids (arme) : 992 g (en carcasse tout acier)
- Longueur (arme) : 1185 mm
- Hauteur (arme) : 120 mm
- Longueur (canon) : 89 mm
- Indicateur de chargement : oui
- Fonctionnement : système Browning à biellette.